# Cochlespiridae

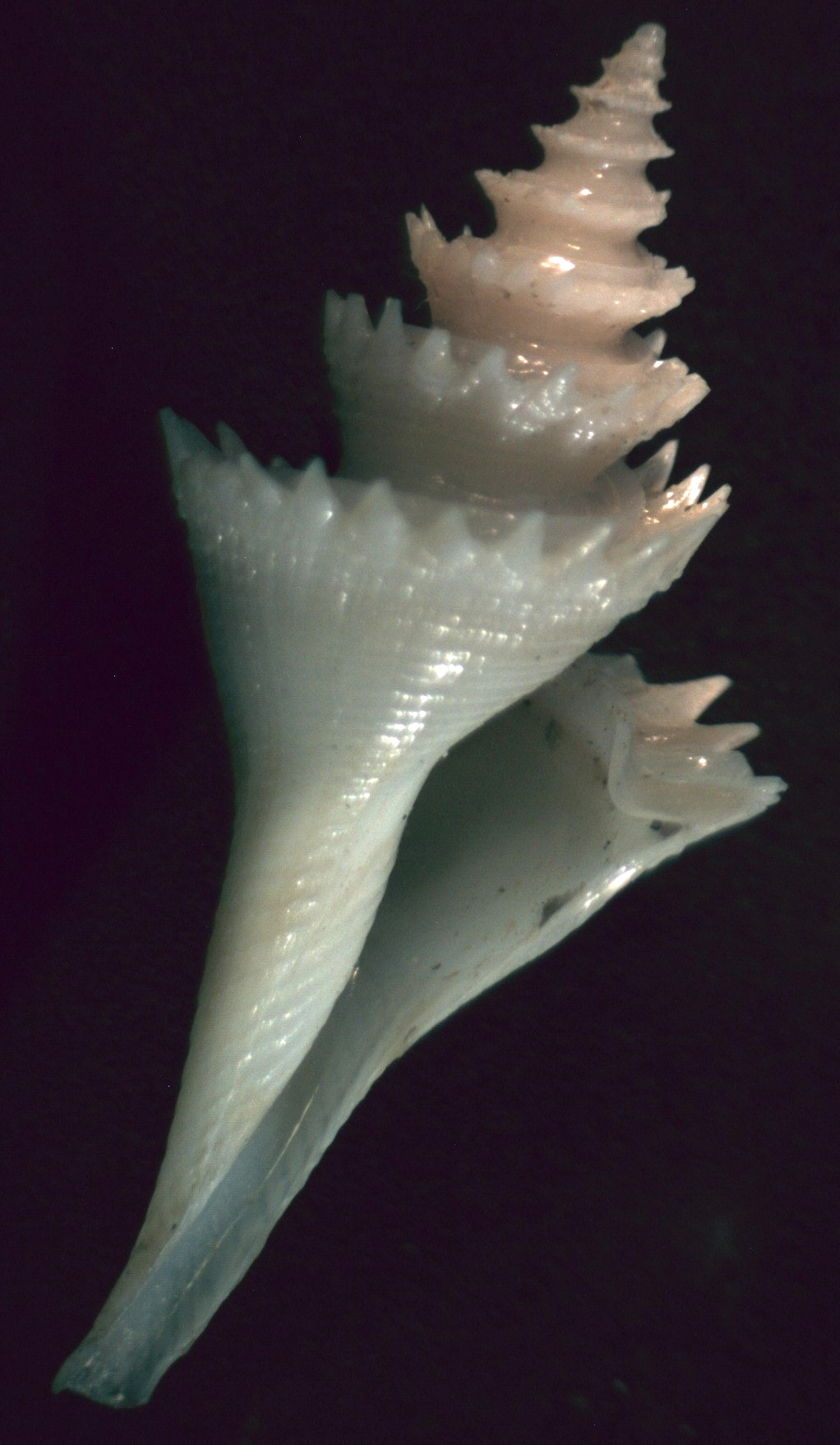
Cochlespira radiata aus Barbados

Die Cochlespiridae sind eine Familie kleiner bis mittelgroßer mariner Gehäuseschnecken. Sie wurden lange Zeit als Unterfamilie Cochlespirinae zur Familie der Schlitzturmschnecken (Turridae) innerhalb der Überfamilie Conoidea (Giftzüngler) gezählt. 2011 wurden sie hauptsächlich aufgrund molekulargenetischer Befunde in den Familienrang erhoben. Äußerlich unterscheiden sich die verschiedenen Vertreter dieser Familie sehr voneinander und die genetischen Verwandtschaftsbeziehungen spiegeln sich in der Gehäuseform kaum wider. Auch die Abgrenzung einzelner Gattungen und Arten ist schwierig und bedarf einer Revision.

## Merkmale
Das Gehäuse besitzt eine pagodenartige Form mit einer hoch gewundenen Spitze. Diese Gehäusemorphologie war lange Zeit für die Stellung der Cochlespiridae als Unterfamilie innerhalb der Schlitzturmschnecken ausschlaggebend. Das Schneckenhaus ist im Regelfall 20–30 Millimeter hoch, bei einzelnen Arten wie Nihonia maxima kann es eine Höhe von 13 Zentimetern oder sogar von 15 Zentimetern wie bei Aforia magnifica erreichen. Der Siphonalkanal ist, anders als bei den meisten Familien der Conoidea, oft sehr lang und schmal. Die Skulpturierung des Gehäuses zeigt kaum axiale Rippen, wenn vorhanden, sind diese sehr kurz. Der Protoconch ist glatt, paucispiral oder multispiral. Bei manchen multispiralen Protoconchen sind die jüngsten Windungen axial oder spiralig gerippt. Das Operculum besitzt einen randständigen Kern (Nucleus).
Die Radula ist in dieser Familie rachigloss, mit der Radulaformel 1 + 0 + R + 0 + 1. Die mittleren Zähnchen sind breit, bogig oder fast rechteckig, mit einer kleinen zackenartigen Spitze in der Mitte der Oberkante. Diese mittlere Zahnbildung fehlt bei einigen Arten der Gattung Aforia. Die Marginalzähnchen sind gabelbeinförmig.

## Systematik und Taxonomie
Die meisten Gattungen der Cochlespiridae waren bis zur zweiten Hälfte des 20. Jahrhunderts in der Unterfamilie Turriculinae innerhalb der Schlitzturmschnecken (Turridae) vereinigt. Schon im Jahr 1972 wies Walter Oliver Cernohorsky darauf hin, dass der Name Turriculinae bereits bei der Unterteilung der Mitraschnecken verwendet worden war, auch wenn er in dieser Gruppe keine Gültigkeit mehr besaß. Die Typusgattung Turricula wurde 1993 von Taylor et al. in die Unterfamilie Clavatulinae transferiert, so dass ohnedies eine neue Bezeichnung für die verbleibenden Arten der Unterfamilie gefunden werden musste. Nach den Regeln des ICZN ist auf Unterfamilien-, Überfamilien- und Familienebene nur die Benennung nach einer in dieser Gruppe vorhandenen Gattung möglich. Daher wurde, wie schon von Cernohorsky vorgeschlagen, der Name Cochlespirinae ausgewählt, und die 1895 beschriebene Gattung Cochlespira wurde zur Typusgattung dieser Unterfamilie. Dies entsprach auch der Einteilung und Benennung neuseeländischer Meeresschnecken durch Arthur William Baden Powell im Jahr 1942. Die Erhebung zur eigenständigen Familie erfolgte 2011 in den Arbeiten von Bouchet, Pouillandre et al.

### Gattungen
Derzeit werden 10 rezente Gattungen innerhalb dieser Familie unterschieden.
- Abyssaforia Sysoev & Kantor, 1987
- Aforia Dall, 1889
- Ancistrosyrinx Dall, 1881
- Apiotoma Cossmann, 1889
- Clavosurcula Schepman, 1913
- Cochlespira Conrad, 1865
- Dallaforia Sysoev & Kantor, 1987
- Nihonia McNeil, 1961
- Sibogasyrinx Powell, 1969
- Steiraxis Dall, 1896

Es wurde versucht, Sibogasyrinx Powell, 1969 als Untergattung in die Gattung Leucosyrinx Dall, 1889 aus der Familie Pseudomelatomidae zu stellen. Obwohl einige Arten der Gattung Sibogasyrinx von der Gehäuseform her eher zu Leucosyrinx passen, wurden sie aufgrund molekularbiologischer Zusammenhänge in der Familie Cochlespiridae belassen.

### Synonyme
- Coronasyrinx Powell, 1944, Pagodasyrinx Shuto, 1969, und Tahusyrinx Powell, 1944 sind Synonyme von Cochlespira Conrad, 1865.
- Danilacarina Bozzetti, 1997 und Irenosyrinx Dall, 1908, wurden  mit Aforia Dall, 1889 synonymisiert.